# Bed (single)
Bed is een nummer van de Britse dj Joel Corry, de Britse zangeres Raye en de Franse dj David Guetta uit 2021. Het is de vierde single van Corry's debuut-EP Four for the Floor.
"Bed" is een tropcial housenummer dat gaat over iemand die eenzaam is en liefde nodig heeft, en graag met iemand het bed in wil duiken. Het nummer werd in diverse landen een hit en was goed voor een top 10-notering op de Britse eilanden en in het Nederlandse taalgebied. In thuisland het Verenigd Koninkrijk bereikte het nummer de 3e positie, in de Nederlandse Top 40 de 4e, en in de Vlaamse Ultratop 50 de 9e.